# Asaperdina whiteheadi
Asaperdina whiteheadi là một loài bọ cánh cứng trong họ Cerambycidae.